# Crooked Rain, Crooked Rain: LA's Desert Origins
Crooked Rain, Crooked Rain: LA's Desert Origins é um álbum duplo remasterizado da banda Pavement, lançado a 26 de Outubro de 2004.
Este disco é uma reedição do segundo álbum de estúdio, Crooked Rain, Crooked Rain.
| Críticas profissionais                                                      | Críticas profissionais |
| Avaliações da crítica                                                       | Avaliações da crítica  |
| Fonte                                                                       | Avaliação              |
| --------------------------------------------------------------------------- | ---------------------- |
| allmusic                                                                    | [ 1 ]                  |
| Pitchfork                                                                   | (10.0/10)              |
| Robert Christgau                                                            | (sem nota)             |
| Rolling Stone                                                               | [ 4 ]                  |
| Esta tabela precisa de ser acompanhada por texto em prosa. Consulte o guia. |                        |

## Faixas

### Disco 1: "Back to the Gold Soundz (Phantom Power Parables)"
Crooked Rain, Crooked Rain
1. "Silence Kid"
2. "Elevate Me Later"
3. "Stop Breathin'"
4. "Cut Your Hair"
5. "Newark Wilder"
6. "Unfair"
7. "Gold Soundz"
8. "5 - 4 = Unity"
9. "Range Life"
10. "Heaven Is a Truck"
11. "Hit the Plane Down"
12. "Fillmore Jive"
Single "Cut Your Hair"
13. "Camera"
14. "Stare"
Single "Range Life"
15. "Raft"
16. "Coolin' by Sound"
Single "Gold Soundz"
17. "Kneeling Bus"
18. "Strings of Nashville"
19. "Exit Theory"
Gold Soundz Austral-N.Z. French Micronesia 94 Tour EP
20. "5 - 4 Vocal"
Crooked Rain, Crooked Rain bónus 7"
21. "Jam Kids"
22. "Haunt You Down"
Compilação No Alternative
23. "Unseen Power of the Picket Fence"
Compilação Hey Drag City!
24. "Nail Clinic"

### Disco 2: "After the Glow (Where Eagles Dare)"
Gravado em Agosto de Setembro de 1993 em Random Falls em Nova Iorque
1. "All My Friends"
Gravado no início de 1993 no Louder Than You Think em Stockton, Califórnia
2. "Soiled Little Filly"
3. "Range Life"
4. "Stop Breathing"
5. "Ell Ess Two"
6. "Flux = Rad"
7. "Bad Version of War"
8. "Same Way of Saying"
Gravado em Agosto de Setembro de 1993 em Random Falls em Nova Iorque
9. "Hands Off the Bayou"
10. "Heaven is a Truck (Egg Shell)"
11. "Grounded"
12. "Kennel District"
Gravado no início de 1993 no Louder Than You Think em Stockton, Califórnia
13. "Pueblo (Beach Boys)"
14. "Fucking Righteous"
15. "Colorado"
16. "Dark Ages"
17. "Flood Victim"
18. "JMC Retro"
19. "Rug Rat"
20. "Strings of Nashville" (Instrumental)
21. "Instrumental"
Sessão de John Peel (Transmitido a 26 de Fevereiro de 1994)
22. "Brink of the Clouds"
23. "Tartar Martyr"
24. "Pueblo Domain"
25. "The Sutcliffe Catering Song"